# Швидкоморозильні апарати
Швидкоморозильні апарати. Технологія шокової заморозки.

## Технологія шокової заморозки
У даний час існує декілька типів швидкоморозильних установок.
За принципом роботи їх все можна розділити на чотири групи: повітряні морозильні апарати, техніку для безконтактного заморожування, контактна обладнання та скороморозильні апарати для заморожування продуктів холодоносія.

### Охолодження повітрям
Один з найпоширеніших типів установок шокової заморозки, це повітряні апарати. До них належать скороморозильні установки тунельного типу, конвеєрні та флюідізаційні апарати. Ці установки набули найбільшого поширення на підприємствах, що виробляють «заморозку». Подібне обладнання складається, як правило, з двох відсіків — вантажного і повітроохолоджувача. У вантажному відсіку найчастіше застосовується тунельна система повітрерозподілення. Холодильні установки тунельного типу[недоступне посилання з грудня 2019] конструктивно не сильно відрізняються від низькотемпературних камер. Продукт на лотках або піддонах завантажується на стелажі в робочу камеру. Він може поміщатися в камеру і на технологічних візках. Існують апарати періодичної і безперервної дії.
Конвеєрні швидкоморозильні установки використовують у тому випадку, коли треба обробити дрібноштучні продукти — пельмені, зелений горошок, деякі види овочів. Вони можуть заморожуватися як розсипом, так і в розфасованому вигляді, або в блоках. По конструкції установки цього типу декілька розрізняються: одні мають стрічковий багатоярусний транспортер (3 або 4 гілки горизонтального типу), інші — ланцюговий багатоходовий транспортер вертикального типу, а треті — спіральний. Спіральні установки мають невеликі габарити, що дозволяє найбільш повно використовувати виробничі площі. При їх використанні не потрібно спеціальних пристроїв, які передавали б продукт або блок-форму з одного ярусу на інший.
У флюїдизаційних апаратах продукт, перебуваючи в підвішеному стані, заморожується в потоці холодного повітря, званому «киплячим шаром». Повітря подається через спеціальні ґрати у вантажний відсік зі швидкістю, що викликає явище кипіння. Флюідізаційний апарат використовується тільки для обробки дрібноштучних продуктів: ягід, зеленого горошку, бобів, квасолі або крупних овочів і фруктів, нарізаних скибочками однакової форми. Час заморожування в такому апараті становить всього 8-15 хвилин — залежно від розміру часток продукту.
Останнім часом зріс попит на тунельні флюїдизаційні скороморозильні апарати малої продуктивності, які найчастіше включають до складу автоматизованих виробничих ліній. Зараз розроблена серія флюідізаційних апаратів з ручною закладкою продукту продуктивністю від 50 до 300 кг / год. У цьому випадку продукт закладають в лотки і через завантажувальну щілину поміщають в апарат, а регулювання швидкості обертання вентиляторів в подібних апаратах типу дозволяє використовувати один і той же агрегат для заморожування продуктів різних видів і розмірів.

### Замороження в плитах
Крім повітряних, існує друга група швидкоморозильних апаратів: плиткові апарати, роторні установки та морозильні апарати барабанного типу. Ці установки працюють за принципом безконтактного заморожування, і найчастіше зустрічаються на наших рибо-і м'ясопереробних підприємствах.
У плиткових апаратах заморожують м'ясо, субпродукти, рибу, фарш, рибне філе, а також сир у блоках та брикетах дрібної розфасовки. Продукти, заморожені в цьому обладнанні, мають правильну форму, завдяки чому полегшуються їх складування та упаковка. Товар зручно надалі вантажити в транспорт, укладати в камери схову.
Плитковий апарат включає в себе блок, що складається з горизонтальних чи вертикальних плит, що переміщуються за допомогою гідроприводу. У міжплиточний зазор поміщають блок-форми з нержавіючої сталі або харчового алюмінію з заморожувати продукти. Плити стискаються, щоб створити хороший контакт. Усередині них при низькому тиску кипить холодоагент (Т кип. = -40°С), забираючи тепло у оброблюваного продукту. Завдяки його безпосередньому контакту з охолоджуваними плитами відбувається інтенсивне охолодження і заморожування.
Апарати з радіальним розташуванням плит отримали назву роторних. У них, на думку фахівців, вдало поєднуються переваги і повітряних, і плиткових морозильних пристроїв: процес заморожування — безперервний, завантаження і вивантаження — механізовані, заморожування — інтенсивне, блоки — добре спресовані. Цей тип обладнання призначений тільки для заморожування продуктів, вже упакованих в тару. Вони не примерзають до плит, що виключає операцію відтавання блоків при їх вивантаженні з апарату.
Морозильні апарати барабанного типу призначені для заморожування дрібноштучних неупакованих продуктів, а також рідких і вологих продуктів неправильної форми. Заморожуючим елементом в них є обертовий барабан, між стінками якого подається холодильний агент або холодоносія. Заморожуються продукт на завантажувальному транспортері протягом деякого часу рухається, перебуваючи між стрічкою транспортера і поверхнею барабана. Транспортер злегка притискує продукт до поверхні барабана — так, що він примерзає до неї. Потім його видаляють ножем і направляють на розвантажувальний конвеєр, який транспортує продукт для подальшої глазурування і пакування в тару.

### «Купання» в азоті
В апаратах третього типу, контактних, відбувається безпосередній відвід тепла до поглинаючої його середовищі (в цій якості можуть використовуватися криогенні рідини, вуглекислота, 12-й фреон, який пройшов спеціальну хімічну очистку, а також холодоносій — водний розчин хлористого натрію). До цього типу обладнання належать кріогенні, вуглекислотні і фреонові апарати.
У кріогенних апаратах як тепловідвідне середовище зазвичай застосовують рідкий азот (його температура — -196°С). Продукт занурюється в це середовище або зрошується ним. Переваги такого апарату — висока інтенсивність заморожування, компактність і простота конструкції. Однак потрібно мати на увазі, що внаслідок високої швидкості заморожування структура продукту може порушитися, викликаючи його розшарування.
Для заморожування кулінарних виробів часто використовується вуглекислотний апарат. Тепловідвідні середовище в ньому складається з суміші газоподібної і твердої вуглекислоти, яка з великою швидкістю переміщається по вантажному відсіку, обдуваючи оброблювані продукти. Такий апарат простий і надійний в роботі, володіє невеликою металомісткістю, швидко монтується і добре вписується в технологічні лінії з виробництва кулінарних виробів.
Особливістю фреонового апарату є те, що холодоагент, що знаходиться у вантажному відсіку і дотичний з продуктами, попередньо проходить ретельне очищення, яка виключає його шкідливий вплив на заморожувані продукти. В апаратах такий фреон використовується багато разів: випаровуючись при контакті з заморожуваним продуктом, він знову перетворюється в рідину в конденсаторі-випарнику.
Вибираючи установку, потрібно виходити з типу оброблюваного продукту, передбачуваної продуктивності і, природно, фінансів, якими ви володієте. Що стосується вартості скороморозильного обладнання, то вона значна, але, судячи тільки за кількістю виробників пельменів у нашому місті, швидко окупається.